# Woodstock (film)
Pour les articles homonymes, voir Woodstock.
Pour plus de détails, voir Fiche technique et Distribution.
Woodstock est un documentaire musical américain de Michael Wadleigh, sorti en 1970. Il obtient notamment l'Oscar du meilleur film documentaire. Il revient sur le premier festival de Woodstock.

## Synopsis
Le premier festival de Woodstock a lieu du 15 au 18 août 1969 à Bethel dans l'État de New York. Le film montre une partie des prestations musicales mais également la musique de l'époque et met en avant le mouvement contestataire des jeunes à la fin des années 1960.
Le film décrit donc non seulement le concert, mais également la préparation, les coulisses, l'arrivée du public, les embouteillages monstres, les réactions de la population locale, la vie dans l'enceinte du festival, la déclaration de zone sinistrée, etc.

## Fiche technique
- Titre : Woodstock
- Réalisation : Michael Wadleigh, assisté de Thelma Schoonmaker et Martin Scorsese
- Prise de son : Eddie Kramer
- Images : Malcolm Hart, Don Lenzer, Michael Margetts, David Myers, Richard Pearce, Michael Wadleigh et Al Wertheimer
- Montage : Jere Huggins, Thelma Schoonmaker, Martin Scorsese, Michael Wadleigh, Stanley Warnow et Yee Yeu-Bun
- Production : Bob Maurice pour Wadleigh-Maurice
- Distribution : Warner
- Genre : documentaire musical
- Format : couleurs (Technicolor) - 1,85:1 et 2,35:1 - 16 mm et 35 mm
- Durées : 184 minutes (1970), 225 minutes (version director's cut de 1994)
- Dates de sortie : États-Unis : 26 mars 1970
- Affiche : Bill Gold (États-Unis)

## Participants
N.B. : ordre chronologique du film. En retrait : les suppléments de la version director's cut
- Crosby, Stills & Nash : Long Time Gone (son seulement, version studio)
- Canned Heat : Going Up to the Country (son seulement, version studio)
- Crosby, Stills & Nash : Wooden Ships (son seulement, version studio)
- Richie Havens : Handsome Johnny, Freedom
  - Canned Heat : A Change Is Gonna Come
- Joan Baez : Joe Hill, Swing Low, Sweet Chariot
- The Who : We're Not Gonna Take It, Summertime Blues
- Sha Na Na : At the Hop
- Joe Cocker & the Grease Band : With a Little Help from My Friends
- Chant de pluie
- Country Joe and the Fish : Rock and Soul Music
- Arlo Guthrie : Coming Into Los Angeles
- Crosby, Stills & Nash : Suite: Judy Blue Eyes
- Ten Years After : I'm Going Home
  - Jefferson Airplane : Won't You Try, Uncle Sam's Blues
- John Sebastian : Younger Generation
- Country Joe McDonald : I-Feel-Like-I'm-Fixin'-to-Die
- Santana : Soul Sacrifice (avec son batteur Michael Shrieve, plus jeune musicien du festival)
- Sly and the Family Stone : I Want to Take You Higher
  - Janis Joplin : Work Me, Lord
- réveil au clairon
- Jimi Hendrix : Voodoo Child, Star Spangled Banner, Improvisation, Purple Haze
- Crosby, Stills & Nash : Woodstock (son seulement, version studio)
  - Crosby, Stills & Nash : Cost of Freedom (son seulement, version studio)
  - Canned Heat : Leavin' This Town

## Autour du film
- 200 km de pellicule sont tournés au cours de l'événement.
- Devant la paralysie de la circulation, l'agent de Joni Mitchell déclina au dernier moment l'invitation de participer, afin qu'elle réalise sa première apparition TV dans le Dick Cavett Show de CBS. Ironiquement, Jefferson Airplane et Crosby, Stills & Nash, qui participèrent au festival, purent tout de même se produire dans cette émission. Quelques jours plus tard, elle composa la chanson Woodstock qui fut un succès pour Crosby, Stills & Nash (elle était avec Graham Nash à l'époque), et qui sert de générique de fin au film. Elle considéra sa non-participation à l'événement comme l'un des plus grands regrets de sa vie.
- Parmi les participants du festival ne figurant pas dans le film, on peut citer :
  - Ravi Shankar : en raison d'une dispute sur les droits
  - Grateful Dead : les membres du groupe trouvèrent que la prestation n'était pas suffisamment bonne et insistèrent pour ne pas figurer dans le film
  - Janis Joplin : pour les mêmes raisons elle ne figure ni dans le film de 1970, ni dans l'album d'origine
  - Creedence Clearwater Revival (CCR) : problèmes de son
  - Neil Young : il refuse d'être filmé lors de sa prestation avec Crosby, Stills & Nash
- Le festival est un désastre financier. Par ailleurs, après plusieurs échecs commerciaux de films du même genre, la Warner hésita beaucoup à sortir le film. Des années plus tard, les recettes rapportées par le film et le triple album (vinyle) initial sont largement supérieurs au déficit.
- Une nouvelle version director's cut, plus longue, sort en 1994.